# Викерштет
Викерштет (њем. Wickerstedt) општина је у њемачкој савезној држави Тирингија. Једно је од 75 општинских средишта округа Вајмарер Ланд. Према процјени из 2010. у општини је живјело 814 становника. Посједује регионалну шифру (AGS) 16071094.

## Географски и демографски подаци
Викерштет се налази у савезној држави Тирингија у округу Вајмарер Ланд. Општина се налази на надморској висини од 154 метра. Површина општине износи 7,5 km². У самом мјесту је, према процјени из 2010. године, живјело 814 становника. Просјечна густина становништва износи 108 становника/km².

## Међународна сарадња
| Мјесто | Држава    | Врста сарадње | Од    |
| ------ | --------- | ------------- | ----- |
|        | САД       | партнерство   | 1994. |
|        | Шведска   | партнерство   | 1994. |
|        | Француска | партнерство   | 1963. |
| Извор  |           |               |       |